# سرعوف غريفودي
سرعوف غريفودي (الاسم العلمي: Mantis griveaudi) هو نوع من الحشرات يتبع جنس السرعوف المصلي من فصيلة السراعيف المصلية. تم وصف هذا النوع من الحشرات علمياً لأول مرة من قبل رينو موريس أدريان بوليان (بالإنجليزية: Renaud Maurice Adrien Paulian)‏ سنة 1958.